# Colias sifanica
Colias sifanica é uma borboleta da família Pieridae. É encontrada no Leste Paleártico (China e Tibete).

## Biologia
A larva alimenta-se de espécies Caragana.

## Subespécies
- C. s. sifanica
- C. s. herculeana Bollow, 1930

## Taxonomia
Foi aceito como uma espécie por Josef Grieshuber & Gerardo Lamas.